# Aleksander Król

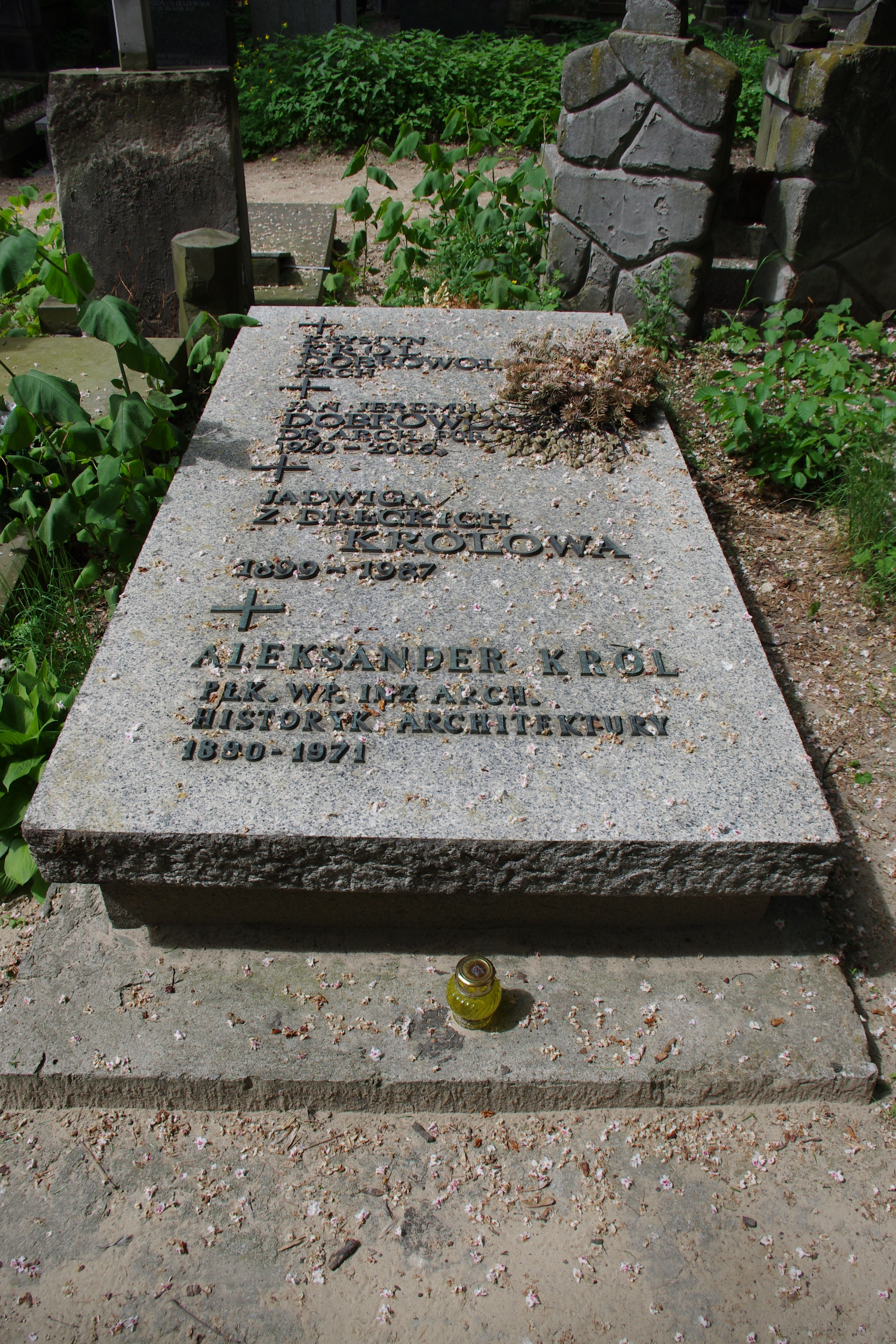
Grób inż. architekta Aleksandra Króla na Starych Powązkach w Warszawie

Aleksander Franciszek Król (ur. 13 września 1890 w Tarnowie, zm. 27 maja 1971 w Warszawie) – inżynier architekt, konserwator zabytków, historyk architektury, podpułkownik administracji Wojska Polskiego.

## Życiorys
Przed I wojną światową rozpoczął studia na Wydziale Architektury Politechniki Lwowskiej. W 1918 roku został przyjęty do Wojska Polskiego. Porucznik artylerii. W 1919 roku został przeniesiony do lotnictwa. Kontynuował studia na Wydziale Architektury Politechniki Warszawskiej, a następnie Politechniki Lwowskiej, w której w 1928 roku uzyskał dyplom inżyniera architekta. 
3 maja 1926 roku został awansowany na majora ze starszeństwem z 1 lipca 1925 roku i 1. lokatą w korpusie oficerów aeronautycznych. W 1928 roku pełnił służbę w Komisji Nadzoru Technicznego Lotnictwa, pozostając w ewidencji 2 Pułku Lotniczego. 31 marca 1930 roku, po ukończeniu studiów politechnicznych, został przeniesiony z dyspozycji szefa Departamentu Aeronautyki Ministerstwa Spraw Wojskowych do 2 pułku lotniczego w Krakowie na stanowisko dowódcy Oddziału Portowego. 26 marca 1931 roku został przeniesiony z korpusu oficerów aeronautycznych do korpusu oficerów inżynierii i saperów i przydzielony do Departamentu Budownictwa Ministerstwa Spraw Wojskowych w Warszawie. W departamencie pełnił służbę przez kolejnych osiem lat. W międzyczasie został awansowany na podpułkownika i przeniesiony do korpusu oficerów administracji. Mieszkał przy ulicy Racławickiej 120. W 1939 roku zajmował stanowisko szefa Wydziału Inspekcji. 11 września 1939 roku został wyznaczony na stanowisko kierownika I Rejonu Budowlanego w „Grupie płk inż. Jeleniewskiego Eugeniusza”.
Czynny przy konserwacji Zamku Królewskiego w Warszawie w latach 1921–1923. Inspektor nadzoru przy budowie Starego Miasta. Autor monografii Zamek Królewski w Warszawie. Był redaktorem dwutomowej publikacji: Budownictwo wojskowe 1918–1935. Warszawa: Departament Budownictwa Ministerstwa Spraw Wojskowych, 1936.
Od 24 marca 1941 roku oficjalny przedstawiciel internowanych polskich żołnierzy przy rządzie węgierskim, jako kierownik sekcji polskiej w XXI Oddziale Ministerstwa Honwedów. Wiosną 1944 roku, w czasie niemieckiej okupacji Węgier został aresztowany przez Gestapo, a następnie wywieziony do obozu koncentracyjnego. W maju 1945 roku powrócił do kraju i podjął pracę w Społecznym Przedsiębiorstwie Budowlanym w Katowicach, później w Kielcach, a od 1948 roku w Warszawie.
W 1952 roku został dyrektorem Biura Odbudowy Zamku Królewskiego w Warszawie. Zmarł 27 maja 1971 roku w Warszawie. Pochowany na cmentarzu Powązkowskim w Warszawie (kwatera 165-1-19).

## Ordery i odznaczenia
- Złoty Krzyż Zasługi (19 marca 1937)[7]